# Monthly Comic Alive
Monthly Comic Alive (月刊コミックアライブ, Gekkan Komikku Araibu) é uma revista japonesa que informa sobre mangás de demografia seinen, publicada pela Media Factory.[carece de fontes?] A primeira edição da revista foi lançada em 27 de junho de 2006.

## Títulos serializados
- Asobi ni Ikuyo!
- Boku wa Tomodachi ga Sukunai
- Bone Crusher
- Chaos;Head -Blue Complex-
- D-Frag!
- Hanna of the Z
- Happiness!
- Happy Days Academy
- Hentai Ouji to Warawanai Neko.
- Honey Cosmos
- Iris Zero
- IS (Infinite Stratos)
- Kage Kara Mamoru!
- Kamiburo
- Kandachime
- Kanokon
- Kantai Collection
- Kämpfer
- Kono Naka ni Hitori, Imōto ga Iru!
- Magician's Academy
- Maria Holic
- Mayo Chiki
- MM!
- No Game No Life
- Non Non Biyori
- Oniichan dakedo Ai sae Areba Kankeinai yo ne!
- -OZ-
- Ramen Tenshi Pretty Menma
- Re:BIRTH -The Lunatic Taker-
- Seiken no Blacksmith
- Senran Kagura
- Steins;Gate
- Taboo-Tattoo
- Tears to Tiara: Kakan no Daichi
- The Severing Crime Edge
- Tsuki Tsuki!
- Unbreakable Machine Doll
- Whispered Words
- Yururizumi
- Zero no Tsukaima